# Helicogonium odontiae
Helicogonium odontiae är en svampart som först beskrevs av Cain, och fick sitt nu gällande namn av Baral 1999. Helicogonium odontiae ingår i släktet Helicogonium och familjen Endomycetaceae.   Inga underarter finns listade i Catalogue of Life.